# Baronía de Juiz de Fora
Barão de Juiz de Fora es un título nobiliario brasileño que fue otorgado a José Ribeiro de Resende por decreto de 15 de junio de 1881, por Pedro II de Brasil